# Scopula anastomosaria
Scopula anastomosaria är en fjärilsart som beskrevs av Fritz Preissecker 1923. Scopula anastomosaria ingår i släktet Scopula och familjen mätare. Inga underarter finns listade.